# 루미나 (데스크톱 환경)
루미나 데스크톱 환경(Lumina Desktop Environment) 또는 간단히 루미나(Lumina)는 유닉스 및 유닉스 계열 운영 체제를 위한 플러그인 기반 데스크톱 환경이다. 이는 특히 TrueOS 및 버클리 소프트웨어 배포판 (BSD)에서 파생된 시스템을 위한 시스템 인터페이스로 설계되었지만, 다양한 리눅스 배포판으로 포팅되었다. (TrueOS 개발은 2020년에 종료되었다.)

## 역사
2012년 켄 무어가 만든 루미나는 초기에는 X 윈도 시스템용 스태킹 창 관리자인 플럭스박스의 확장 기능 세트였다. 2013년 후반에 무어는 Qt4 기반의 플럭스박스용 그래픽 오버레이를 개발하고 "애플리케이션을 실행하고 파일을 여는" 유틸리티를 만들었다. 코드베이스는 2014년 초에 PC-BSD 소스 저장소에 통합되었고, FreeBSD Ports 컬렉션에 포트가 2014년 4월에 추가되었다. 소스 코드는 이후 "PC-BSD 산하"의 별도 깃허브 저장소로 옮겨져 Qt5를 사용하도록 변환되었다. 개발은 또한 플럭스박스 코어를 루미나 데스크톱과 통합된 Qt 기반 창 관리자로 대체하는 데 중점을 두었다.
이 프로젝트는 D-Bus, Polkit, Systemd와 같은 리눅스 기반 도구나 프레임워크의 사용을 피한다.

## 기능
데스크톱 및 애플리케이션 메뉴는 처음 실행될 때 동적으로 구성되며, 데스크톱 환경은 설치된 애플리케이션을 자동으로 찾아 메뉴와 데스크톱 아이콘으로 추가한다. 기본 패널에는 시작 메뉴, 작업 관리자, 시스템 트레이가 포함되어 있으며 위치를 사용자 정의할 수 있다. 메뉴는 시작 메뉴를 통해 또는 데스크톱 배경을 마우스 오른쪽 버튼으로 클릭하여 액세스할 수 있다.
일부 기능은 TrueOS에 특화되어 있으며, 화면 밝기(모니터 백라이트)의 하드웨어 제어, 업데이트 중인 시스템 종료 방지, 다양한 TrueOS 유틸리티와의 통합을 포함한다.
유틸리티에는 파일 관리자인 Insight, 파일의 형식 및 기타 세부 정보를 보고하는 파일 정보, 선택한 파일 또는 폴더를 기반으로 애플리케이션을 실행하는 그래픽 유틸리티인 Lumina Open이 포함된다.
버전 1.4에는 여러 새로운 유틸리티가 포함되었다. PDF 리더인 lumina-pdf는 포플러 라이브러리를 기반으로 한다. 루미나 테마 엔진은 이전의 테마 시스템을 대체했다. 이는 사용자가 데스크톱 모양과 기능을 구성할 수 있도록 하며, 모든 Qt5 애플리케이션이 "통합된 모양을 제공"하도록 보장한다.

## 포팅

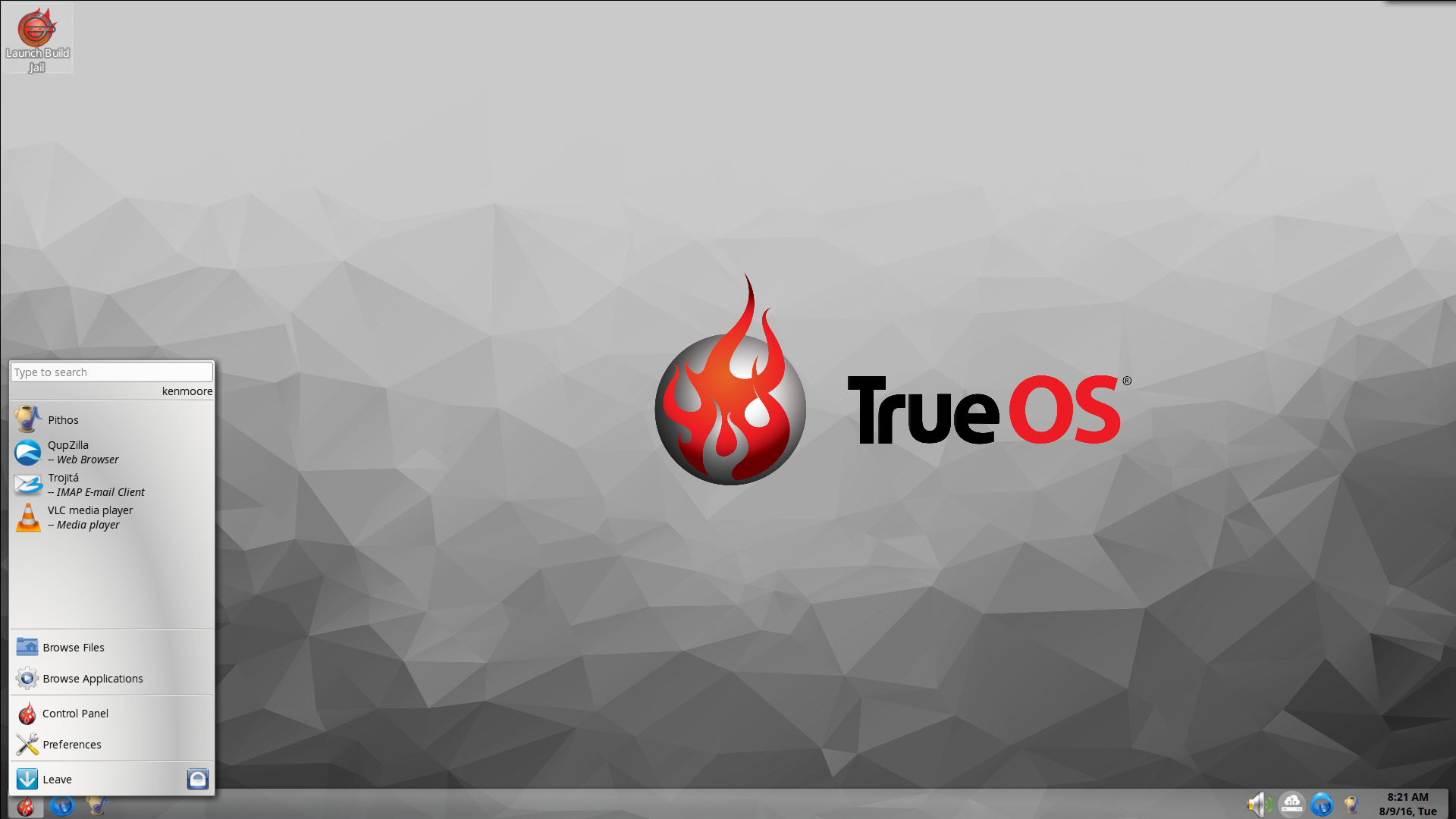
TrueOS에서 Lumina 1.0.0

루미나는 다양한 BSD 운영 체제 및 리눅스 배포판으로 포팅되었다. 여기에는 다음이 포함된다.
- BSD
  - DragonFly BSD[1]
  - FreeBSD[9]
  - NetBSD[1]
  - OpenBSD[1]
  - kFreeBSD[1]
  - TrueOS[1] (TrueOS 개발은 2020년에 종료되었다.)

- 리눅스 배포판
  - antiX 리눅스[10]
  - 아치 리눅스[11]
  - 데비안[1]
  - 페도라 24[12]+
  - 젠투 리눅스[1]
  - Hyperbola GNU/Linux-libre[13]
  - 만자로 리눅스[12]
  - NixOS[12]
  - PCLinuxOS[12]
  - 보이드 리눅스[14]

## 같이 보기
- BSD 허가서
- BSD 운영 체제 비교
- BSD 운영 체제 목록
- 포트 컬렉션

## 내용주
1. 1 2 3 4 5 6 7 8  Lumina 1.0 release.
2. ↑  “Release Lumina Desktop 1.6.2 · lumina-desktop_lumina · GitHub”.
3. 1 2  Lumina FAQ.
4. 1 2 3 4 5  Watson 2016.
5. 1 2 3 4 5  Moore 2015.
6. ↑  Lumina Desktop Environment homepage.
7. 1 2  Nestor 2017.
8. ↑  Larabel 2017.
9. ↑  Freshports.
10. ↑  “lumina-desktop added to repos – antiX Linux”. 《antixlinux.com》 (미국 영어). 2018년 8월 9일에 확인함.
11. ↑  Arch Linux.
12. 1 2 3 4  “Lumina Adds Luster to Linux Desktop”. 2017년 2월 14일.
13. ↑  “HyperWiki”. 《wiki.hyperbola.info》. 2024년 9월 7일에 확인함.
14. ↑  “Index of \”. 《sources.voidlinux.org》. 2024년 6월 12일에 확인함.